# México en la Clasificación de Concacaf para la Copa Mundial de Fútbol de 2006
La Selección de fútbol de México es uno de los treinta y cinco equipos nacionales que participaron en la clasificación de Concacaf para la Copa Mundial de Fútbol de 2006, en la que se definieron los representantes de Concacaf para la Copa Mundial de Fútbol de 2006 que se desarrolló en Alemania.
La etapa preliminar —también denominada eliminatorias— se jugó en América del Norte, América Central y el Caribe desde el 18 de febrero de 2004 hasta el 12 de octubre de 2005. El torneo definió 3,5 equipos que representarán a la Confederación de Norteamérica, Centroamérica y el Caribe de Fútbol en la Copa Mundial de Fútbol. 
El 17 de agosto de 2005, México clasificó a la Copa Mundial de Fútbol de 2006 en la sexta fecha de la última ronda tras vencer 2:0 a Costa Rica en el Estadio Azteca. Confirmó su decimotercera participación en mundiales. 

## Sistema de juego
El sistema de juego de las eliminatorias consistió en la segunda fase disputar una repesca de dos partidos de ida y vuelta, el equipo que más goles anote en los dos partidos clasificará a la siguiente fase. En la tercera fase consistirá en una ronda de tres grupos con cuatro equipos cada uno, los primeros dos lugares clasifican a la última fase conocida como –hexagonal final–. La fase final consistirá en enfrentamientos de ida y vuelta todos contra todos, en total diez jornadas de tres juegos.
Los primeros tres puestos accedieron de manera directa a la Copa Mundial de Fútbol de 2006, y el cuarto disputará una serie eliminatoria a dos partidos de ida y vuelta (repechaje o repesca) frente a la selección clasificada de Asia.

## Proceso de clasificación

### Segunda fase
Para la selección mexicana, las clasificatorias para la Copa Mundial de Fútbol de 2006 comenzaron el 19 de junio de 2004. En la segunda fase dos equipos jugarían un –repechaje–, el ganador de ambos partidos avanzaría a la segunda fase. México quedó entablado con Dominica, a quien enfrentó en San Antonio, Texas debido a que los dominicos no contaban con las instalaciones requeridas para la FIFA. México aprovechó el débil rival para marcar una abultada victoria de 10:0. 
Tan solo una semana después el 27 de julio de 2004, el partido de vuelta se disputaría en el Estadio Victoria de Aguascalientes, nuevamente el conjunto mexicano venció escandalosamente 8:0 a los dominicos, con un marcador global de 18:0, el Tri clasificó a la siguiente ronda.

#### Partidos
| Jornada | Fecha               | Estadio                          | Local    |                     | Resultado  |                     | Visitante |
| ------- | ------------------- | -------------------------------- | -------- | ------------------- | ---------- | ------------------- | --------- |
| 1       | 19 de junio de 2004 | Alamodome, San Antonio (EE. UU.) | Dominica | Bandera de Dominica | 0:10 (0:5) | Bandera de México   | México    |
| 2       | 27 de junio de 2004 | Victoria, Aguascalientes         | México   | Bandera de México   | 8:0 (5:0)  | Bandera de Dominica | Dominica  |

### Tercera fase
Ya en la tercera fase, México quedó entablado en el Grupo 3, el más viable, junto con Trinidad y Tobago, San Vicente y las Granadinas y San Cristóbal y Nieves. El 8 de septiembre de 2004, los aztecas derrotaron 3:1 a domicilio a Trinidad y Tobago en el Estadio Hasely Crawford de Puerto España con un doblete de Jesús Arellano al minuto 1' y al 80' y otro de Jared Borgetti al 19'; el trinitario Stern John descontó al 39', los caribeños no pudieron evitar la derrota y así el cuadro tricolor sumó sus primeros tres puntos del grupo. 
En la segunda fecha, se eligió el Estadio Hidalgo en Pachuca para albergar el encuentro el 6 de octubre, México enfrentaría a San Vicente y las Granadinas, otra escuadra a la que ya había enfrentado en la misma ronda rumbo a Estados Unidos 1994 y Francia 1998. Los caribeños aguantaron más de media hora sin recibir anotación hasta que el delantero mexicano Jared Borgetti abrió el marcador al 31', en lo que sería una de sus mejores tardes con el tri al marcar tres goles más en los minutos 68', 77' y 89' (un póker en total), un doblete de Jaime Lozano al 54' y 63' y uno de Sergio Santana al 81' sentenciaron una segunda parte llena de goles, y se consumó una goleada de 7:0. El 10 de octubre, en el Estadio Arnos Vale de Kingstown nuevamente Borgetti marcó la única anotación de México al minuto 25', y saldó otro triunfo más. Tres días después para la cuarta fecha, nuevamente se enfrentaría a Trinidad y Tobago, la sede elegida fue el Estadio Cuauhtémoc de Puebla. Sinha marcó el 1:0 al 19' y con dos anotaciones de Lozano en los minutos 55' y 84', México venció a los trinitarios 3:0 y clasificó a la hexagonal a falta de dos fechas. 
En las últimas dos jornadas el último rival sería San Cristóbal y Nieves, otro selectivo muy endeble, también se disputó el encuentro en Estados Unidos, en el Orange Bowl de Miami el 13 de noviembre. Los mexicanos dominaron con un contundente 5:0 gracias a un gol de Héctor Altamirano al 31', un doblete de Francisco Fonseca al 40' y 50' y otro de Santana en tiempo de compensación. El partido final tuvo cita en el Estadio Tecnológico de Monterrey el 17 de noviembre, como esperanza, México triunfó 8:0 ante San Cristóbal tras anotar Héctor Altamirano de penal al 10', Luis Pérez anotó un triplete a los minutos 21', 41 y 78', Fonseca con doblete a los 44' y 56' y otros tantos de Daniel Osorno al 52' y de Santana 67' completaron la goleada. 
México avanzó a la siguiente fase –conocida como hexagonal final– con seis triunfos en el mismo número de partidos con un récord de 27 anotaciones y un solo recibido para una diferencia de 26. La selección trinitaria también clasificó como segundo del grupo.

#### Tabla de posiciones
| Equipo                       | Pts. | PJ | PG | PE | PP | GF | GC | Dif |
| ---------------------------- | ---- | -- | -- | -- | -- | -- | -- | --- |
| México                       | 18   | 6  | 6  | 0  | 0  | 27 | 1  | +26 |
| Trinidad y Tobago            | 12   | 6  | 4  | 0  | 2  | 12 | 9  | +3  |
| San Vicente y las Granadinas | 6    | 6  | 2  | 0  | 4  | 5  | 12 | -7  |
| San Cristóbal y Nieves       | 0    | 6  | 0  | 0  | 6  | 2  | 24 | -22 |

| L\V                                     | Bandera de México | Bandera de San Cristobal y Nieves | Bandera de San Vicente y las Granadinas | Bandera de Trinidad y Tobago |
| Bandera de México                       |                   | 8:0                               | 7:0                                     | 3:0                          |
| Bandera de San Cristobal y Nieves       | 0:5               |                                   | 0:3                                     | 1:2                          |
| Bandera de San Vicente y las Granadinas | 0:1               | 1:0                               |                                         | 0:2                          |
| Bandera de Trinidad y Tobago            | 1:3               | 2:1                               | 5:1                                     |                              |

|  | Clasificado a la Cuarta fase. |

|  | Triunfo de México. |
|  | Empate.            |
|  | Derrota de México. |

#### Partidos
| Jornada | Fecha                   | Estadio                        | Local                        |                                         | Resultado |                                         | Visitante                    |
| ------- | ----------------------- | ------------------------------ | ---------------------------- | --------------------------------------- | --------- | --------------------------------------- | ---------------------------- |
| 1       | 8 de septiembre de 2004 | Hasely Crawford, Puerto España | Trinidad y Tobago            | Bandera de Trinidad y Tobago            | 1:3 (1:2) | Bandera de México                       | México                       |
| 2       | 6 de octubre de 2004    | Hidalgo, Pachuca               | México                       | Bandera de México                       | 7:0 (1:0) | Bandera de San Vicente y las Granadinas | San Vicente y las Granadinas |
| 3       | 10 de octubre de 2004   | Arnos Vale, Kingstown          | San Vicente y las Granadinas | Bandera de San Vicente y las Granadinas | 0:1 (0:1) | Bandera de México                       | México                       |
| 4       | 13 de octubre de 2004   | Cuauhtémoc, Puebla             | México                       | Bandera de México                       | 3:0 (1:0) | Bandera de Trinidad y Tobago            | Trinidad y Tobago            |
| 5       | 13 de noviembre de 2004 | Orange Bowl, Miami (EE. UU.)   | San Cristóbal y Nieves       | Bandera de San Cristobal y Nieves       | 0:5 (0:2) | Bandera de México                       | México                       |
| 6       | 17 de noviembre de 2004 | Tecnológico, Monterrey         | México                       | Bandera de México                       | 8:0 (2:0) | Bandera de San Cristobal y Nieves       | San Cristóbal y Nieves       |

### Fase final
El entrenador argentino Ricardo La Volpe antes de iniciar la eliminatoria anunció a la prensa como principal objetivo clasificar a la Copa del Mundo –caminando–. Tal como lo expresó, así sucedió, fue el proceso clasificatorio más goleador en la historia con 67 anotaciones en 18 encuentros, más victorias con 15 y tan solo dos derrotas y un empate permitidos. 
Los otros cuatro clasificados de los otros grupos fueron Estados Unidos, Guatemala, Costa Rica y Panamá. Las fase final conocida como –«hexagonal»– para la Copa Mundial de Alemania 2006 comenzó el 9 de marzo de 2005. En la primera fecha México iniciaría su camino a la Copa Mundial ante Costa Rica en el Estadio Alejandro Morera Soto de Tibás el 9 de febrero. Cuatro años antes los mexicanos habían sido derrotado por primera vez en su territorio en eliminatorias ante la misma escuadra, como revancha los aztecas vencieron 2-1 a los ticos con dos goles tempraneros de Jaime Lozano en los minutos 8' y 10', mientras el delantero costarricense Paulo Wanchope descontó al minuto 38', sin embargo México logró conservar la ventaja ante los costarricense y se llevó los primeros tres puntos de la eliminatoria. 
En la segunda fecha, el 27 de marzo recibían en el primer partido como local al –máximo rival futbolístico– «Estados Unidos» en el Estadio Azteca. En el primer tiempo del encuentro fue totalmente del selectivo mexicano, quien se adelantó con gol de Sinha al minuto 30' y tres minutos después el mismo Sinha marcó el 2-0 antes del descanso. En la segunda mitad los visitantes ejercieron presión y marcaron el gol del descuento por medio de Eddie Lewis al 58', sin embargo México se llevó los tres puntos con un 2-1 y continuó su liderato de la clasificación.
En la tercera fecha, nuevamente México jugaría en condición de visitante, esta vez ante Panamá en el Estadio Rommel Fernández el 30 de marzo, el cuadro mexicano abrió el marcador al minuto 26' por conducto de Ramón Morales. Pese a dominar el encuentro, el selectivo no amplió la ventaja. En el segundo tiempo los canaleros seguían sin encontrar el rumbo para empatar el partido, hasta que en el minuto 75' el delantero panameño Luis Tejada con un gol de chilena al arquero mexicano Oswaldo Sánchez marcó el empate para los panameños, ambos conjuntos repartieron un punto, México llegó a los 7 unidades.
El 4 de junio, se realizó la segunda visita consecutiva, el siguiente rival fue Guatemala en el Estadio Mateo Flores de Ciudad de Guatemala, la cuarta fecha significó la segunda victoria como visitante del tricolor por 2-0, con una anotación de Sinha al 41' y un autogol del guatemalteco Gustavo Cabrera al 45', México sumó otros tres puntos alcanzando las 10 unidades.
La gran primera vuelta del conjunto cerró con un triunfo por 2-0 ante Trinidad y Tobago en el Estadio Universitario de San Nicolás de los Garza. Aquel 8 de junio, Borgetti y Luis Pérez con anotaciones en los minutos 63' y 88' respectivamente mantuvieron a los aztecas en el primer puesto y con un paso firme rumbo a la copa del mundo, ya habían cosechado 13 de 15 puntos.
Después de haber obtenido actividad en la Copa Oro y obtener el cuarto lugar en la Copa Confederaciones celebrada en Alemania. El 17 de agosto, México retomó la eliminatoria, también regresó a su principal sede, el Estadio Azteca, inició la segunda vuelta con un triunfo de 2-0 ante Costa Rica con goles de Jared Borgetti al 63' y Francisco Fonseca al 86'. La selección mexicana con 16 puntos, aseguró la clasificación virtual más anticipada en una hexagonal final en la sexta fecha, por lo que ya estaba casi clasificada a Alemania 2006, requiriendo tan solo un punto.
En la séptima fecha, el 3 de septiembre, el rival en turno sería Estados Unidos en el Columbus Crew Stadium de Columbus, por segunda ocasión los estadounidenses triunfaron por un 2-0, Ralston al 53' y DaMarcus Beasley al 58' fueron los anotadores, ante un precavido seleccionado que necesitaba de solo un punto para confirmar al cien por ciento su participación en Alemania. Gracias a la derrota, los norteamericanos acabaron con el invicto mexicano en la eliminatoria, lo desplazaron del primer puesto y aplazaron su clasificación una jornada más.
Cuatro días después, en el Estadio Azteca, la selección mexicana recibía a la selección de Panamá, quien se colocaba como el último puesto del grupo y eliminada. Contra todos los pronósticos, los canaleros aguantaron 30 minutos sin recibir gol, cuando finalmente el centrocampista Luis Pérez abrió el encuentro al 31' del primer tiempo con un tiro de fuera del área. A partir del segundo tiempo, México con un gol de cabeza de Rafael Márquez al 54', un penal de Borgetti al 59' y otros goles de Fonseca y Pável Pardo en los minutos 75' y 76' selló su clasificación matemática a la Copa del Mundo de forma decorosa venciendo por 5-0 a Panamá, sumó 19 puntos y nuevamente alcanzó la cima de la clasificación, la selección de México pasaba por buen momento futbolístico llegando incluso a ocupar el quinto puesto a nivel global en el mes de septiembre. 
En los últimos dos compromisos, con el boleto en la mano, la selección mexicana cambió la sede para el penúltimo compromiso, que fue el Estadio Alfonso Lastras Ramírez de San Luis Potosí. El siguiente rival sería Guatemala, una temprana anotación del guatemalteco Carlos Ruiz al minuto de juego le dio la ventaja a los chapines, quienes requerían los tres puntos, no fue hasta el 19' cuando el naturalizado Guillermo Franco emparejó el marcador. En el segundo tiempo con un póker de Francisco Fonseca, incluido un gol guatemalteco de Poniciano, llegó la victoria de 5-2 y se alcanzaron los 22 puntos. 
La jornada definitiva fue el 12 de octubre, Ricardo La Volpe convocó para el partido con Trinidad y Tobago en Puerto España muchos futbolistas locales. Pese a que México no se disputaba nada, los trinitarios sí requerían de una victoria para aspirar a la repesca, mismo caso para los guatemaltecos quienes vencían a Costa Rica necesitaban que Trinidad y Tobago no venciera a México. El cuadro azteca perdió 2-1, Jaime Lozano abrió el marcador al minuto 38' con un gol de fuera del área, pero la presión trinitaria llegó cuando Stern John con un doblete le dio la repesca a los caribeños anotando en los minutos 43' y 69'. Pese a la derrota, en el criterio de mejor diferencias de goles ante Estados Unidos, México finalizó en el primer puesto, pero oficialmente Estados Unidos se quedó con el primer lugar tras una diferencia de goles en los cotejos entablados entre ambos, un 2-1 y 2-0, tres para los americanos y dos para los mexicanos.

#### Tabla de posiciones
| Equipo            | Pts. | PJ | PG | PE | PP | GF | GC | Dif |
| ----------------- | ---- | -- | -- | -- | -- | -- | -- | --- |
| México            | 22   | 10 | 7  | 1  | 2  | 22 | 9  | +13 |
| Estados Unidos    | 22   | 10 | 7  | 1  | 2  | 16 | 6  | +10 |
| Costa Rica        | 16   | 10 | 5  | 1  | 4  | 15 | 14 | +1  |
| Trinidad y Tobago | 13   | 10 | 4  | 1  | 5  | 10 | 15 | -5  |
| Guatemala         | 11   | 10 | 3  | 2  | 5  | 16 | 18 | -2  |
| Panamá            | 2    | 10 | 0  | 2  | 8  | 4  | 21 | -17 |

| L\V                          | Bandera de Costa Rica | Bandera de Estados Unidos | Bandera de Guatemala | Bandera de México | Bandera de Panamá | Bandera de Trinidad y Tobago |
| Bandera de Costa Rica        |                       | 3:0                       | 3:2                  | 1:2               | 2:1               | 2:0                          |
| Bandera de Estados Unidos    | 3:0                   |                           | 2:0                  | 2:0               | 2:0               | 1:0                          |
| Bandera de Guatemala         | 3:1                   | 1:2                       |                      | 0:2               | 3:1               | 5:1                          |
| Bandera de México            | 2:0                   | 2:1                       | 5:2                  |                   | 5:0               | 2:0                          |
| Bandera de Panamá            | 1:3                   | 0:3                       | 0:0                  | 1:1               |                   | 0:1                          |
| Bandera de Trinidad y Tobago | 0:0                   | 1:2                       | 3:2                  | 2:1               | 2:0               |                              |

|  | Clasificado directamente a la Copa Mundial de Fútbol de 2006.         |
|  | Clasificado a la repesca contra el quinto en la clasificación de AFC. |
|  | Eliminado.                                                            |

|  | Triunfo de México. |
|  | Empate.            |
|  | Derrota de México. |

#### Evolución de posiciones
| País / Fecha      | 1  | 2  | 3  | 4  | 5  | 6  | 7  | 8  | 9  | 10 |
| ----------------- | -- | -- | -- | -- | -- | -- | -- | -- | -- | -- |
| México            | 1° | 1° | 1° | 1° | 1° | 1° | 2° | 1° | 1° | 1° |
| Estados Unidos    | 2° | 3° | 2° | 2° | 2° | 2° | 1° | 2° | 2° | 2° |
| Costa Rica        | 6° | 4° | 4° | 5° | 3° | 4° | 3° | 3° | 3° | 3° |
| Trinidad y Tobago | 5° | 6° | 6° | 4° | 5° | 5° | 5° | 5° | 4° | 4° |
| Guatemala         | 3° | 2° | 3° | 3° | 4° | 3° | 4° | 4° | 5° | 5° |
| Panamá            | 4° | 5° | 5° | 6° | 6° | 6° | 6° | 6° | 6° | 6° |

#### Partidos
| Jornada | Fecha                   | Estadio                           | Local             |                              | Resultado |                              | Visitante         |
| ------- | ----------------------- | --------------------------------- | ----------------- | ---------------------------- | --------- | ---------------------------- | ----------------- |
| 1       | 9 de febrero de 2005    | Ricardo Saprissa, Tibás           | Costa Rica        | Bandera de Costa Rica        | 1:2 (1:2) | Bandera de México            | México            |
| 2       | 27 de marzo de 2005     | Azteca, Ciudad de México          | México            | Bandera de México            | 2:1 (2:0) | Bandera de Estados Unidos    | Estados Unidos    |
| 3       | 30 de marzo de 2005     | Rommel Fernández, Panamá          | Panamá            | Bandera de Panamá            | 1:1 (0:1) | Bandera de México            | México            |
| 4       | 4 de junio de 2005      | Mateo Flores, Ciudad de Guatemala | Guatemala         | Bandera de Guatemala         | 0:2 (0:2) | Bandera de México            | México            |
| 5       | 8 de junio de 2005      | Universitario, San Nicolás        | México            | Bandera de México            | 2:0 (0:0) | Bandera de Trinidad y Tobago | Trinidad y Tobago |
| 6       | 17 de agosto de 2005    | Azteca, Ciudad de México          | México            | Bandera de México            | 2:0 (0:0) | Bandera de Costa Rica        | Costa Rica        |
| 7       | 3 de septiembre de 2005 | Columbus Crew Stadium, Columbus   | Estados Unidos    | Bandera de Estados Unidos    | 2:0 (0:0) | Bandera de México            | México            |
| 8       | 7 de septiembre de 2005 | Azteca, Ciudad de México          | México            | Bandera de México            | 5:0 (1:0) | Bandera de Panamá            | Panamá            |
| 9       | 8 de octubre de 2005    | Alfonso Lastras, San Luis Potosí  | México            | Bandera de México            | 5:2 (1:1) | Bandera de Guatemala         | Guatemala         |
| 10      | 12 de octubre de 2005   | Hasely Crawford, Puerto España    | Trinidad y Tobago | Bandera de Trinidad y Tobago | 2:1 (1:1) | Bandera de México            | México            |

## Goleadores
| Jugador            | Equipo (s)                                  | Goles anotados | PJ | Tarjetas Amarillas | Doble tarjeta amarilla y tarjeta roja | Tarjetas roja directa |
| ------------------ | ------------------------------------------- | -------------- | -- | ------------------ | ------------------------------------- | --------------------- |
| Jared Borgetti     | Dorados (2004) Bolton Wanderers (2005-2006) | 14             | 14 | 0                  | 0                                     | 0                     |
| Jaime Lozano       | UNAM (2004-2005) Tigres (2005)              | 11             | 11 | 0                  | 0                                     | 0                     |
| Francisco Fonseca  | UNAM (2004) Cruz Azul (2005)                | 10             | 12 | 0                  | 0                                     | 0                     |
| Luis Ernesto Pérez | Monterrey (2004-2005)                       | 5              | 11 | 3                  | 0                                     | 0                     |